# Oxytate concolor
Oxytate concolor är en spindelart som först beskrevs av Lodovico di Caporiacco 1947.  Oxytate concolor ingår i släktet Oxytate och familjen krabbspindlar.
Artens utbredningsområde är Etiopien. Inga underarter finns listade i Catalogue of Life.